# 巻きシッポ帝国
巻きシッポ帝国（まきシッポていこく）は、熊谷杯人による日本の漫画作品。

## 概要
本作は太平洋戦争前の日本陸軍をモチーフに、犬の兵隊たちの日常や陸軍士官学校での暮らしなどが描かれている。登場キャラクターは基本的には犬寄りに擬人化したキャラクターで構成されている。

## 書誌情報
- 『巻きシッポ帝国 1』2016年3月4日発売[1]
- 『巻きシッポ帝国 2』2016年11月25日発売[2]
- 『巻きシッポ帝国 3』2018年8月9日発売[3]